# Intipucá
Intipucá es un distrito del municipio de La Unión Sur en el departamento de La Unión, El Salvador. Tiene una superficie de 94,49 km² y una población de 6.785 habitantes de acuerdo al censo oficial de 2024, lo que lo convierte en el distrito número 12 a nivel departamental y el número 171 a nivel nacional en términos de población.

## Historia
El poblado de Intipucá es de origen lenca. Entre los sucesos más relevantes de este poblado se encuentra un ataque pirata el año 1663. En el lugar habitaban alrededor de 60 personas hacia 1740, e ingresó al partido de San Alejo el año de 1786. En 1807, por su «absoluta despoblación», la localidad fue suprimida por el corregidor de la Intendencia de San Salvador don Antonio Gutiérrez y Ulloa. A pesar de todo, continuó siendo parte del distrito de San Alejo y desde 1865 pertenece al departamento de La Unión. 
En el 17 de mayo de 1890, durante la administración de Francisco Menéndez, el gobierno acordó crear una escuela de niñas en Intipucá con un sueldo de 26 pesos mensuales, quedando obligada la municipalidad a proporcionar el edificio y mobiliario del establecimiento.
A raíz de la emigración de sus habitantes hacia los Estados Unidos, desde la segunda mitad del siglo XX y motivada principalmente por la guerra civil local, la zona ha sido favorecida con las remesas enviadas desde ese país. De hecho, es considerado el primer municipio, en El Salvador, donde hubo emigración masiva.

## Información general
El distrito cubre un área de 94,49 km² y su cabecera tiene una altitud de 110 m s. n. m. El topónimo «Intipucá» significa «En el gran Arco de la Boca», como probable alusión al Golfo de Fonseca. Las fiestas patronales se celebran en el mes de marzo en honor a San Nicolás de Tolentino.